# Jakob Seisenegger

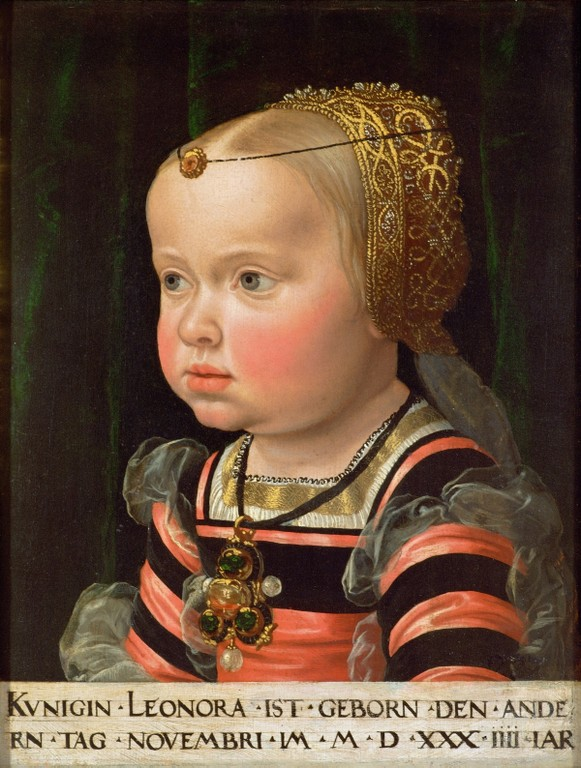
Retrato da Arqueduquesa Eleonora de Mântua

Jakob Seisenegger (1505–1567) foi um pintor austríaco que trabalhou para Carlos I de Espanha. Ficou famoso por seus retratos de corpo inteiro, criando um modelo posteriormente usado por outros artistas, tais como François Clouet.  